# أورلاندو ويلسون
أورلاندو ويلسون (بالإنجليزية: Orlando Wilson)‏ هو مقدم تلفزيوني أمريكي، ولد في 1947.